# Соната для фортепиано № 21 (Бетховен)
Сона́та для фортепиа́но № 21 до мажор, опус 53 («Waldstein», также известная как «Аврора») была написана Бетховеном в 1800—1804 годах и посвящена графу Фердинанду фон Вальдштейну, другу и покровителю композитора. Первые наброски произведения относятся к 1800 году, а завершено оно было, вероятно, в 1804 году, публикация состоялось в 1805 году под названием «большая соната». Соната получила второе название «Аврора», характеризующее главную «природную» тему произведения. Время написания сонаты относится к периоду прогрессирования болезни слуха Бетховена, композитор старается избегать общества людей и всё чаще обращается к теме природы, которая приносит ему желанный отдых. Эту сонату можно считать наброском к «пасторальной симфонии» Бетховена, первые отголоски которой прозвучали ещё в «пасторальной сонате» композитора.

## Структура
Соната для фортепиано № 21 Бетховена состоит из трёх частей:
1) Allegro con brio,
2) Adagio molto,
3) Rondo, Allegretto moderato.
Первая часть сонаты Allegro con brio, C-dur, с поразительной выразительностью рисует перед слушателем природные образы, природные темы органично сплетаются в экспозиции; в разработке всё это многообразие звуков ускоряется, созданный образ получает дальнейшее развитие; в репризе снова повторяются темы экспозиции.
Во вторую часть сонаты Adagio molto, F-dur, вошёл лишь сильно сокращённый фрагмент от первоначально написанной композитором части произведения (Andante favori): решив, что соната получается чрезмерно затянутой, Бетховен оставил только «вступление». Вторая часть таким образом служит кратким связующим звеном между началом и грандиозным финалом произведения.
Третья часть сонаты Rondo, Allegretto moderato, C-dur, отличается большими размерами и сложной для своего времени техникой игры на инструменте. Многие критики, такие как Нагель, М. Фридлендер, отмечали ярко выраженные народные мотивы этого произведения.